# Johannes Nepomuk Maria Falk

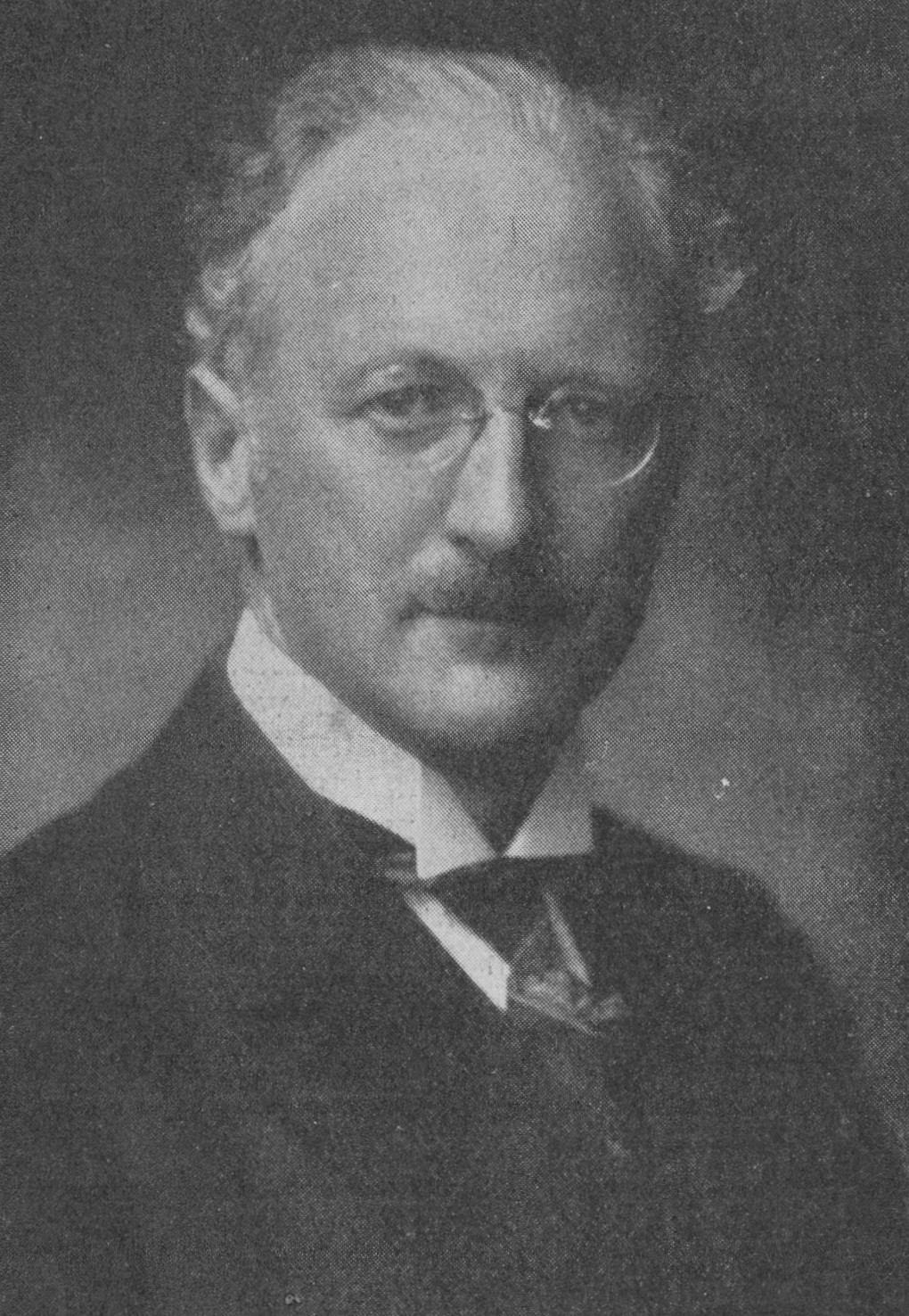
Johannes Nepomuk Maria Falk

Johannes Nepomuk Maria Falk (* 23. März 1882 Mainz; † 14. Januar 1964 Frankfurt am Main) war von 1923 bis 1931 Oberbürgermeister von Bonn. 

## Leben und Wirken
Der Sohn einer Buchdrucker- und Verlegerfamilie aus Mainz studierte in Straßburg, Freiburg und Gießen Rechtswissenschaft und Volkswirtschaft. 1906 promovierte er zum Dr. jur.
Seine berufliche Tätigkeit begann er als wissenschaftliche Hilfskraft beim Magistrat in Fulda. Dann wechselte er nach Frankfurt am Main, wo er bis zum Magistrats-Syndikus aufstieg. Vor allem seine Verdienste bei der kommunalen Raumneuordnung und bei der Gründung der dortigen Universität sind hervorzuheben. Am Ersten Weltkrieg nahm er als Offizier teil. 1919 ging er nach Bochum, wo er als Beigeordneter und zweiter Bürgermeister amtierte.
1922 wurde er vom Bonner Stadtrat als Nachfolger von Fritz Bottler zum beamteten Oberbürgermeister gewählt. Im Januar 1923 trat er sein neues Amt an. Sogleich geriet er in Konflikt mit der französischen Besatzungsmacht, die ihn vor ein Kriegsgericht stellte und zu einer mehrjährigen Gefängnisstrafe verurteilte. Aus gesundheitlichen Gründen verbrachte er nur einige Monate ins Gefängnis und wurde dann in die Universitätsklinik überwiesen. Im Herbst 1924 kam er wieder frei. So konnte er 1925 die Jahrtausendfeier der Rheinlande und 1927 das Deutsche Beethoven-Fest in Bonn organisieren. Für seine Verdienst um den berühmten Sohn der Stadt verlieh ihm das  Beethoven-Haus Bonn die Ehrenmitgliedschaft.
Gesundheitliche Gründe, zermürbende Anwürfe und rechtliche Auseinandersetzungen mit den Nationalsozialisten, aber auch Differenzen mit der Regierung ließen ihn 1931 vorzeitig von seinem Amt zurücktreten.
Falk verzog nach Frankfurt am Main, wo er am 14. Januar 1964 starb.
Der Mainzer Publizist und hessische Landtagsabgeordnete Johann Falk (1825–1905) war sein Großvater.
Falk war Mitglied der katholischen Studentenverbindungen KStV Nassovia Gießen, KStV Frankonia-Straßburg Frankfurt am Main und KStV Brisgovia Freiburg sowie Ehrenphilister der KStV Görres Bonn und KStV Staufia-Straßburg Frankfurt, alle im KV.